# Ричард Блакмор
 Ричард Додридж Блакмор (на английски: Richard Doddridge Blackmore) е английски писател на исторически романи. Най-известния му роман, който се преиздава и чете и в наши дни е „Лорна Дун“, издаден през 1869 г.

## Биография и творчество
Ричард Блакмор е роден на 7 юни 1825 г. в малкото селце Лонгуърт, графство Бъркшир. На единадесет годишна възраст е изпратен да учи в училището „Блъндел“ в Тивъртън. След завършването му продължава образованието си в колежа Ексетър, Оксфорд. Там получава стипендия и започва литературната си кариера с няколко стихотворения, които подписва с псевдоним. През 1849 г. записва право в Лондон и през 1852 г. вече може да практикува адвокатската си професия, която не след дълго заменя с преподавателска дейност. Скоро здравословното му състояние се влошава, а полученото по същото време наследство му осигурява възможност да се оттегли в Падингтън, близо до Лондон, и да се посвети на любимите си занимания – писане и градинарство. Ето какъв портрет на Блакмор ни рисува неговият издател Едуард Марстън: „…беше много висок и със силно развита мускулатура, но не така широкоплещест и пълен, какъвто стана по-късно. Обличаше се много просто и изобщо приличаше на това, което сам си бе избрал да бъде – градинар и лозар. Говорът му бе тих, бавен, дори стеснителен, и въпреки това по мъжки твърд и решителен.“
През 1862 г. представя пред издателя Едуард Марстън томче стихове, превод от Виргилий. Две години по-късно написва първия си роман „Clara Vaughan“. Следва втори, но славата и успехът идват едва с третия и най-хубавия – „Лорна Дун“, който въпреки достойнствата му, почти година и половина остава почти незабелязан. А когато успехът идва, той отчасти е резултат и от неправилно ширещото се по това време мнение, че историята има нещо общо със семейството на маркиз Лорн, който през 1869 г. се е оженил за дъщерята на кралица Виктория. Романите следват един след друг, но истинско щастие Блакмор намира единствено в работата сред природата и в своята градина.
Писателят умира на 75-годишна възраст (1900). Четири години по-късно негови почитатели, между които такива известни писатели като Джеймс Бари, Томас Харди и Ръдиард Киплинг, поставят мемориален прозорец в катедралата в Ексетър.

## Произведения
- Poems by Melanter (1854)
- Epullia (1854)
- The Bugle of the Black Sea (1855)
- The Fate of Franklin (1860)
- Farm and Fruit of Old: an illustration in verse of the first and second Georgics of Virgil (1862)
- Clara Vaughan: a novel (1864)
- Cradock Nowell: a tale of the New Forest (1866)
- Lorna Doone: a romance of Exmoor (1869)
Лорна Дун, изд.: „Отечество“, София (1983), прев. Правда Митева
- The Maid of Sker (1872)
- Alice Lorraine: a tale of the South Downs (1875)
- Cripps the Carrier: a woodland tale (1876)
- Erema; or, my father's sin (1877)
- Mary Anerley: a Yorkshire tale (1880)
- Christowell: a Dartmoor tale (1882)
- Sir Thomas Upmore (1884)
- Springhaven: a tale of the Great War (1887)
- Kit and Kitty: a story of west Middlesex (1890)
- Perlycross: a tale of the western hills (1894)
- Fringilla: a tale in verse (1895)
- Tales from a Telling House (1896)
- Dariel: a romance of Surrey (1897)